# شاي

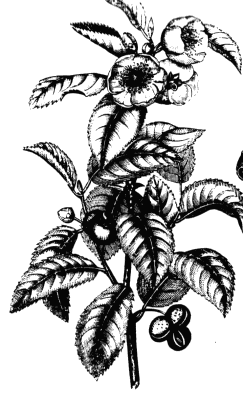
نبتة الشاي

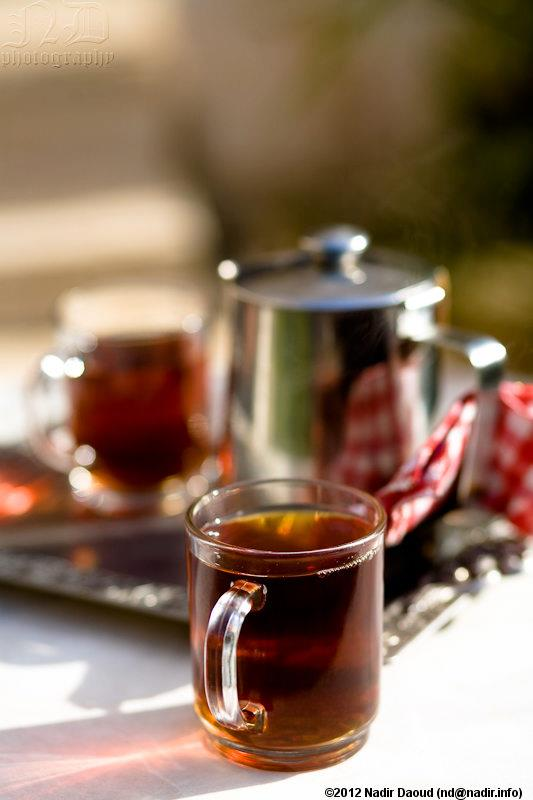
كأس الشاي الأحمر

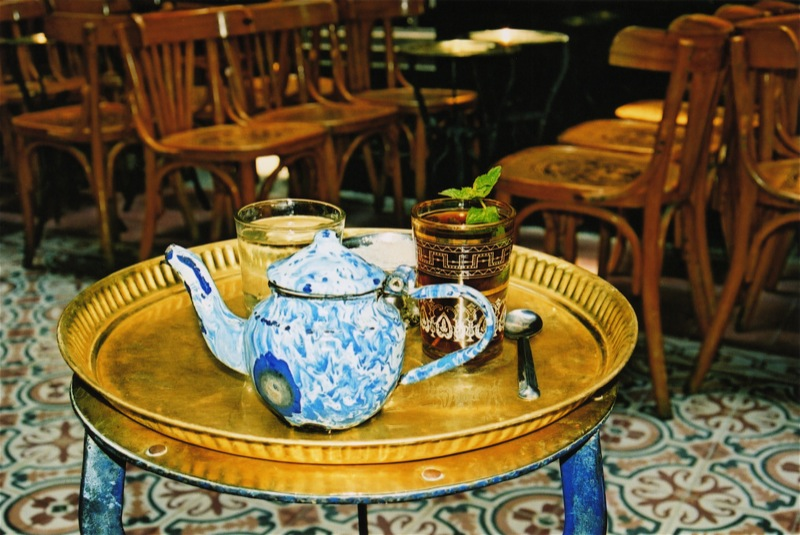
شاي بالنعناع في مقهى الفيشاوي بالقاهرة

الشَّاي في الصين أو الشَّاهِيّ في دول الخليج العربي هو اسم يطلق على شجرة أو شجيرة وعلى أوراقها وعلى المشروب الذي يصنع من الأوراق، ونباته دائم الخضرة. ينسب إلى نبتة الكاميليا الصينية، وموطنه الأصلي شرقي آسيا. والتي ربما نشأت في المناطق الحدودية في جنوب غرب الصين وشمال ميانمار. ينمو الشاي في موطنه إلى ارتفاع 9 أمتار، ولكنه في المزارع يقلم شجيرات صغيرة طولها 90- 150 سم. أوراقه رمحيه الشكل خضراء داكنة، والأزهار عطرة بيضاء مصفرّة. ذُكر الشاي في المصنفات الصينية في القرن الثالث بديلاً للأنبذة القوية، وزرع في القرن الثامن على نطاق تجاري. استوردته شركة الهند الشرقية الهولندية إلى أوروبا، ح 1600 واستعمل في إنجلترا (ح 1660). احتكرت شركة الهند الشرقية البريطانية توريده لبريطانيا حتى 1834. وصل إلى المستعمرات الأمريكية 1680 وكان المشروب المفضل حتى استبدلت به القهوة. والشاي يُعتبر أكثر المشروبات استهلاكاً بعد الماء على مستوى العالم، وأهم الدول المنتجة للشاي: الهند، الصين، سيلان، إندونيسيا، اليابان، فرموزا. وأهم الدول المستوردة بريطانيا، والولايات المتحدة الأمريكية. أستراليا، روسيا، كندا، هولندا. تحتاج زراعته إلى تربة خصبة خفيفة، وطقس حار، وهواء رطب، ومطر غزير الشجيرات الصغيرة المستنبتة من البذور تصلح للجني بعد حوالي ثلاث سنوات، وقد تظل هذه الشجيرات تنتج لمدة 50 عاماً. وتقطف الأوراق باليد وهي يانعة وأفضلها الأوراق الرقيقة القريبة من القمة. تترك الأوراق حتى تذبل، ثم تبرم وتسخن، وفي الشاي الأخضر تسخن الأوراق فور قطعها، وفي الشاي الأسود (الأحمر) تخمر الأوراق أولاً حوالي 24 ساعة، اما في شاي التنين الأسود (الأحمر) وهو نوع من الشاي يشربه أهل الصين، تخمر الأوراق جزئياً وهو وسط في النكهة واللون. يصنف الشاي حسب حجم الورقة ابتداء من أصغرها. ونكهة الشاي سببها زيت طيار، وخاصيته المنبهة سببها الكافيين، وخاصيته القابضة سببها التانين الذي يتناقص في الشاي الأسود (الأحمر) من جراء التخمير. وأحياناً يضاف زهر الياسمين أو غيره من النباتات العطرة إلى بعض أنواع الشاي لتطييبه.
يعود تاريخ تناول الشاي بوصفه مشروبًا ، على ما يبدو، إلى القرن الثالث الميلادي، وذلك وفقًا للنص الطبي الذي كتبه الطبيب والجراح الصيني هوا تو. وانتشر الشاي بوصفه مشروبًا ترفيهيًا خلال عهد أسرة تانغ الصينية، وانتقلت ثقافة شرب الشاي في وقت لاحق إلى دول شرق آسيا الأخرى، وقد جلبه الكهنة والتجار البرتغاليين إلى أوروبا خلال القرن السادس عشر. وخلال القرن السابع عشر أصبح شرب الشاي رائجًا عند الإنجليز، والذين شرعوا في زراعته على نطاق واسع في الراج البريطاني (الهند البريطانية).

## الأصل والتاريخ

### الأصل النباتي
تنمو نباتات الشاي في شرق آسيا، ومن المحتمل أن يكون مركز نشأة الشاي بالقرب من منبع نهرايراوادي بميانمار، حيث انتشر على شكل مروحة إلى جنوب شرق الصين، والهند الصينية وآسام. وعليه فإن الموطن الطبيعي لنبات الشاي يعد ضمن المنطقة الصغيرة نسبيًا على شكل مروحة بين ناجالاند ومانيبور وميزورام على طول حدود بورما في الغرب، عبر الصين حتى مقاطعة تشجيانغ في الشرق، ومن هذا الخط جنوبًا عبر التلال إلى بورما وتايلاند إلى فيتنام. يبلغ طول المحور الغربي الشرقي المشار إليه بأعلى حوالي 2400كم، ويمتد من خط الطول 95 درجة إلى 120درجة شرقًا، أما المحور الشمالي الجنوبي فيغطي حوالي 1920كم بداية من الجزء الشمالي من بورما، خط عرض 29 درجة شمالًا، مرورًا بيونان وتونغكين وتايلاند ولاوس حتى أنان، ليصل إلى خط عرض 11 درجة شمالاً.

### شرب الشاي مبكرًا
استخدم الناس في شرق آسيا القديمة الشاي لقرون عديدة، وربما لآلاف السنين، فقبل أن يستهلكوا الشاي بوصفه مشروبًا، كانوا يتناولون أوراقه نيئة ، ويضيفونها إلى الحساء والخضار، أو يخمرونها ويمضغونها كما تمضغ جوز الأريكا. وربما بدأ شرب الشاي في منطقة يونان، حيث كان يستخدم لأغراض طبية، يعتقد أنه بدأ في سيشوان، وقد بدأ الناس في غلي أوراق الشاي للاستهلاك في سائل مركز دون أية إضافات، وبالتالي استخدم الشاي بوصفه مشروب مرير، منشط، وليس بوصفه خليطًا طبيًا.

## التركيب الكيميائي
يتمتع الشاي، فيزيائيًا، بخصائص المحلول والمعلق، فهو عبارة عن محلول من المركبات القابلة للذوبان في الماء، والمستخرجة من أوراق الشاي مثل البوليفينول والأحماض الأمينية، ويعد مشروب الشاي من بين المشروبات الأكثر استهلاكًا على مستوى العالم. ويشكل الكافيين حوالي 3% من وزن الشاي، وهو ما يعادل ما بين 30 إلى 90 مليجرام لكل 250 مليلتر، ويختلف ذلك باختلاف نوع الشاي، وعلامته التجارية، وطريقة تخميره. وقد وجدت إحدى الدراسات أن مستوى الكافيين في جرام واحد من الشاي الأسود يتراوح ما بين 22 إلى 28 مليجرام، بينمت يتراوح محتوى الكافيين في جرام واحد من الشاي الأخضرمن 11 إلى 20 مليجرام، مما يعكس فرقًا كبيرًا بين نوعي الشاي في محتوى الكافيين. بالإضافة إلى الكافيين يحتوي الشاي على كميات قليلة من الثيوبرومين، والثيوفيلين، وهما زانثينات ومنبهات تشبه الكافيين.
يمكن أن تُعزى قابضية الشاي إلى وجود البوليفينول. وهذه المركبات هي الأكثر وفرة في أوراق الشاي، وتشكل من 30 إلى 40% من تركيبها. وتشمل البوليفينولات الموجودة في الشاي الفلافونويدات وأبيجالوكاتشن جالات وغيرها، وعلى الرغم من وجود أبحاث سريرية أولية حول ما إذا كان الشاي الأخضر أو الأسود قد يحمي من أمراض بشرية مختلفة، فليس ثمة دليل على أن بوليفينولات الشاي لها أي تأثير على الصحة أو خفض خطر الإصابة بالأمراض.

## التأثيرات الصحية
على الرغم من افتراض الفوائد الصحية طوال تاريخ استهلاك الشاي، إلا أنه لا يوجد دليل قوي يظهر أن تناول الشاي يعطي فوائد كبيرة، بخلاف زيادة اليقظة المحتملة، وهي التأثير الناتج عن الكافيين الموجود في أوراق الشاي، وفي الأبحاث السريرية التي أُجريت في القرن الواحد والعشرين، تم الوصول إلى أنه لا يوجد دليل علمي يشير إلى أن استهلاك الشاي يؤثر على أي مرض أو يحسن الصحة.
الشاي الأسود أو الأخضر لا يحتوي على أية مغذيات أساسية بكميات كبيرة، باستثناء معدن المنجنيز الغذائي، بنسبة 0.5 مجم لكل كوب. يوجد الفلورايد أحيانًا في الشاي، حيث تحتوي أنواع الشاي المصنوع من الأوراق والسيقان القديمة على أعلى مستويات تواجد الفلورايد، وهو ما يكفي لوجود مخاطر صحية إذا ما تم شرب هذا النوع من الشاي بكميات كبيرة، وربما يعود ذلك إلى ارتفاع مستوى الفلورايد في التربة، والتربة الحمضية، والتخمير الطويل.

## التعبئة والتغليف

### أكياس الشاي
بدأ تاجر الشاي الأمريكي توماس سوليفان توزيع عينات من الشاي الخاص به في أكياس صغيرة من الحرير مزوّدة بخيط شدّ في عام 1907. لاحظ المستهلكون أنهم يستطيعون ببساطة ترك الشاي داخل الكيس وإعادة استخدامه مع شاي طازج، ولكن لم تتحقق الإمكانات الكاملة لهذه الطريقة في التوزيع والتعبئة إلا لاحقًا. كان الشاي يُوزَّع بنظام التقنين في المملكة المتحدة خلال الحرب العالمية الثانية، ولكن شركة تيتلي المصنعة للشاي في يوركشاير أطلقت كيس الشاي في المملكة المتحدة في عام 1953، بعد انتهاء نظام التقنين في بريطانيا، وحقق ذلك نجاحًا فوريًا.
قُدِّمَ «كيس الشاي الهرمي» (أو الكيس الشبكي) من قِبل ليبتون وبي جي تيبس/سكوتش بليند في عام 1996، في محاولة لمعالجة أحد اعتراضات خبراء الشاي على أكياس الشاي الورقية، وذلك من خلال شكله الثلاثي الأبعاد على هيئة رباعي وجوه، والذي يوفر مساحة أكبر لأوراق الشاي كي تتمدد أثناء النقع. تعرّضت بعض أنواع أكياس الشاي الهرمية للانتقاد باعتبارها غير صديقة للبيئة، إذ إن المواد الصناعية المصنوعة منها ليست قابلة للتحلل البيولوجي مثل أوراق الشاي السائبة أو أكياس الشاي الورقية.

### الشاي السائب
تُعبَّأ أوراق الشاي سائبة داخل علبة معدنية أو كيس ورقي أو أي وعاء آخر مثل صندوق الشاي. تُفرَغ بعض أنواع الشاي الكاملة، مثل أوراق شاي الجنباودر الملفوفة التي تقاوم التفتت، في عبوات مفرغة من الهواء داخل تغليف مُبطَّن بالألمنيوم للحفاظ على نضارتها أثناء التخزين والبيع. يُوزن الشاي السائب يدويًا عند الاستخدام، مما يوفر مرونة وتحكمًا أكبر في النكهة على حساب سهولة التحضير. تُستخدم مصافي الشاي، أو الكرات المعدنية، أو مكابس الشاي، أو الأباريق المزودة بمرشحات، أو أكياس النقع لمنع الأوراق السائبة من الطفو في الشاي أو الإفراط في استخلاصها؛ ومن الطرق التقليدية في ذلك استخدام كوب شاي ذي غطاء مكوَّن من ثلاث قطع يُسمّى غاي وان، حيث يُميل الغطاء لصبّ الشاي في كوب آخر للشرب.

### الشاي المضغوط
يُنتَج الشاي المضغوط لتسهيل نقله وتخزينه وتقديمه بعد التعتيق، ويمكن عادةً تخزينه لفترات أطول دون أن يفسد مقارنةً بالشاي السائب. يُحضَّر الشاي المضغوط بفكّ الأوراق من القالب باستخدام سكين صغيرة ثم نقع الأجزاء المستخرَجة في الماء. قال لو يو إن الشاي المضغوط كان يُطحن إلى مسحوق ويُخلط بالماء الساخن ثم يُغرف في أوعية خلال عهد سلالة تانغ، مما ينتج عنه مزيج «رغوي». أما في عهد أسرة سونغ، فكان مسحوق الشاي يُخفق مع الماء الساخن مباشرةً في الوعاء، وعلى الرغم من أن طريقة الخفق هذه لم تعد مستخدمة في الصين اليوم، إلا أن رهبان الزِن البوذيون نقلوها إلى اليابان، وما تزال تُستخدم هناك في إعداد شاي الماتشا ضمن مراسم الشاي اليابانية. يُباع شاي بوير الصيني غالًا بهذا الشكل، ويمكن أن تُباع أنواع أخرى من الشاي أحيانًا بهذه الطريقة.
كان الشاي المضغوط هو الشكل الأكثر شيوعًا للشاي في الصين خلال عهد سلالة تانغ، ولكن الشاي السائب حلّ محلّه مع بداية عهد أسرة مينغ. ما يزال الشاي المضغوط يحظى بشعبية في بلدان الهيمالايا وسهوب منغوليا حيث كان استخدامه واسع الانتشار لدرجة أنه استُخدم كشكل من أشكال العملة. يستهلك شعوب الهيمالايا الشاي المضغوط بخلطه مع زبدة الياك والملح لإعداد الشاي بالزبدة.

### الشاي الفوري
يُعد الشاي الفوري، المشابه للقهوة الفورية المجففة بالتجميد، بديلًا للشاي المُخمّر ويمكن تناوله ساخنًا أو باردًا. طوِّرَ الشاي الفوري في ثلاثينات القرن الماضي، وقدّمت شركة نستله أول منتج تجاري منه في عام 1946، بينما طرحت شركة ريدي-تي شايًا مثلجًا فوريًا لأول مرة في عام 1953. تُعد الإضافات مثل شاي الكرك، أو الفانيليا، أو العسل، أو الفاكهة من الإضافات الشائعة، وكذلك الحليب المجفف.

كان الجنود البريطانيون والكنديون يتلقّون شايًا فوريًا ضمن حصصهم التموينية المجمّعة (كومبو) خلال الحرب العالمية الثانية. كانت هذه المكعبات تحتوي على شاي فوري وحليب مجفف وسكر، ولكنها لم تكن دائمًا تلقى استحسان الجنود. قال جندي المدفعية الملكية الكندية، جورج سي بلاكبيرن:
ولكن، ومن دون شك، فإن الميزة التي كُتب لها أن تُحفر في الذاكرة من حصص كومبو التموينية هي شاي كومبو… تُشير التعليمات إلى «رشّ المسحوق على ماء ساخن ثم غليه مع التحريك الجيد، بمعدل ثلاث ملاعق صغيرة مملوءة لكل نصف لتر تقريبًا من الماء». جُرِّبَ كل احتمال ممكن لتحضير هذا الشاي، ولكن كانت النتيجة دائمًا واحدة، فعندما يكون ما يزال ساخنًا جدًا للشرب، يبدو كوبًا جميلًا من الشاي القوي، وحتى عندما يبرد قليلًا ويصبح بالإمكان رشفه بحذر، يظل طعمه جيدًا إذا كنت تحب الشاي قويًا وحلوًا، ولكن دعْه يبرد بالقدر الكافي لتحتسيه وتستمتع به، ستجد شفتيك وقد غطّاهما غشاء لزج يتكوّن على السطح، وإذا تُرك لوقت كافي فسيتحوّل إلى طبقة جلدية يمكن لفّها حول إصبعك ثم نزعها بعيدًا…

### الشاي المعبأ في زجاجات وعلب
يُباع الشاي المعلّب مُحضَّرًا وجاهزًا للشرب، إذ قُدِّم لأول مرة في اليابان عام 1981. أما أول شاي معبأ في زجاجات فقد قدّمته شركة الشاي الإندونيسية بّي تي. سينار سوسرو في عام 1969 تحت اسم العلامة التجارية تيه بوتول سوسرو (أو شاي سوسرو المعبأ). كانت شركة بيشوفتزل السويسرية للطعام هي أول من عبّأ الشاي المثلّج على نطاق صناعي في عام 1983.

## الإنتاج
| الدولة                           | مليون طن |
| -------------------------------- | -------- |
| الصين                            | 14.53    |
| الهند                            | 5.97     |
| كينيا                            | 2.33     |
| سريلانكا                         | 1.40     |
| تركيا                            | 1.30     |
| فيتنام                           | 1.12     |
| إندونيسيا                        | 0.60     |
| بنغلاديش                         | 0.44     |
| الأرجنتين                        | 0.36     |
| أوغندا                           | 0.33     |
| العالم                           | 29.76    |
| المصدر: (منظمة الأغذية والزراعة) |          |

يزرع الشاي بشكل أساسي في آسيا وإفريقيا، ومناطق قليلة في أمريكا الجنوبية وحول البحر الأسود،وبحر قزوين. أكبر أربع دول منتجة للشاي هي: الصين، والهند، وكينيا، وسريلانكا، حيث يمثل مجموع إنتاجهم معًا حوالي 81% من الإنتاج العالمي للشاي. وتشمل مراكز الإنتاج الأصغر مناطق مثل: جزيرة ساو ميغيل، وجزر الأزور في البرتغال، وغوريا في جورجيا. بلغ الإنتاج العالمي للشاي في عام 2022م حوالي 29.8 مليون طن، كانت حصة الصين منه، والتي حلت في المركز الأول في الإنتاج، حوالي 49% (14.5 مليون طن)، أي أن الصين بمفردها تنتج ما يقارب من نصف كمية الإنتاج العالمي. وتأتي من بعدها الهند في المرتبة الثانية من ناحية الإنتاج، وبنسبة تقدر بحوالي 20% من الانتاج العالمي. في حين تأتي كل من: كينيا، وسريلانكا، وتركيا وفيتنام في مراكز ثانوية من حيث إنتاج الشاي.

## معرض الصور

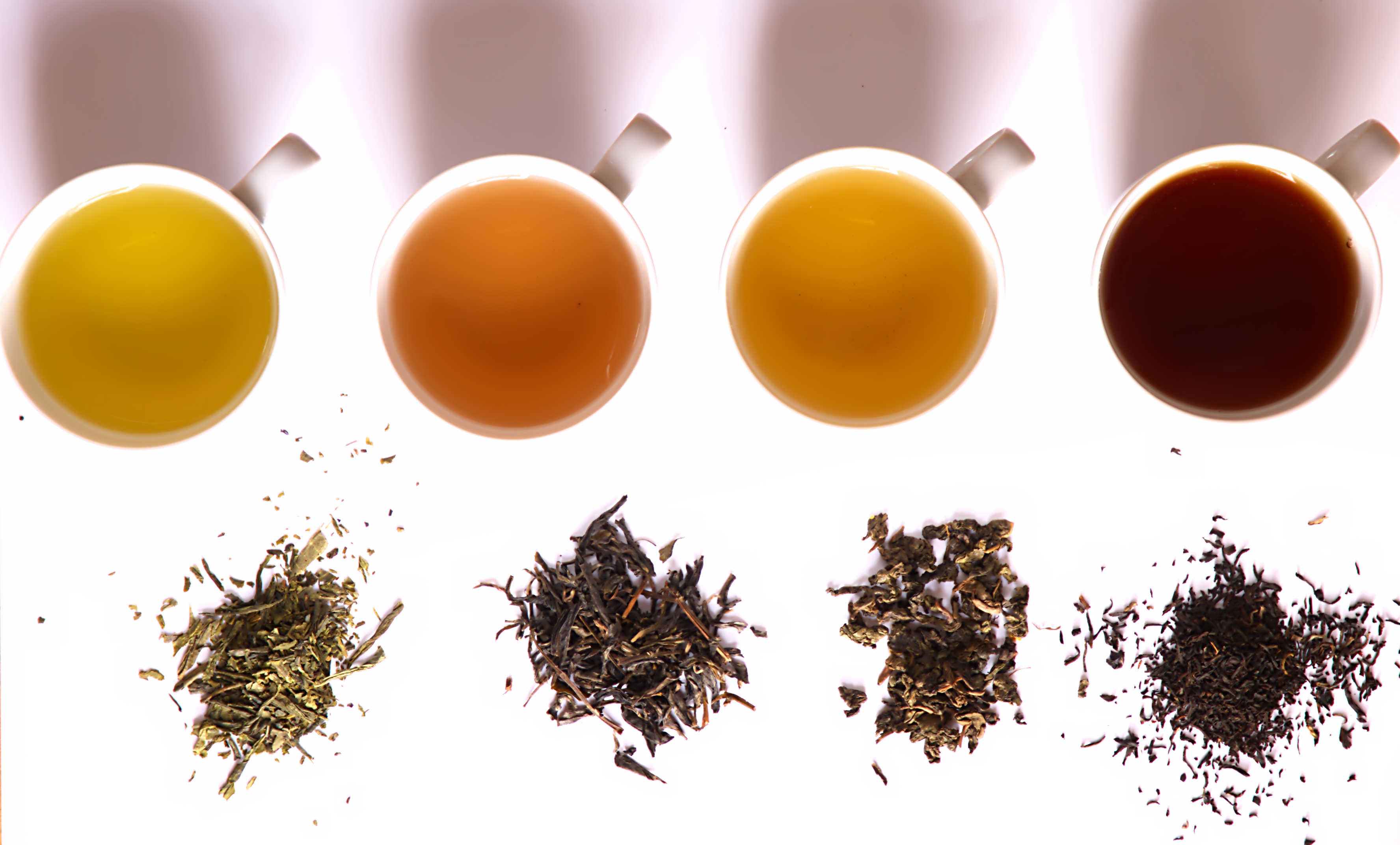
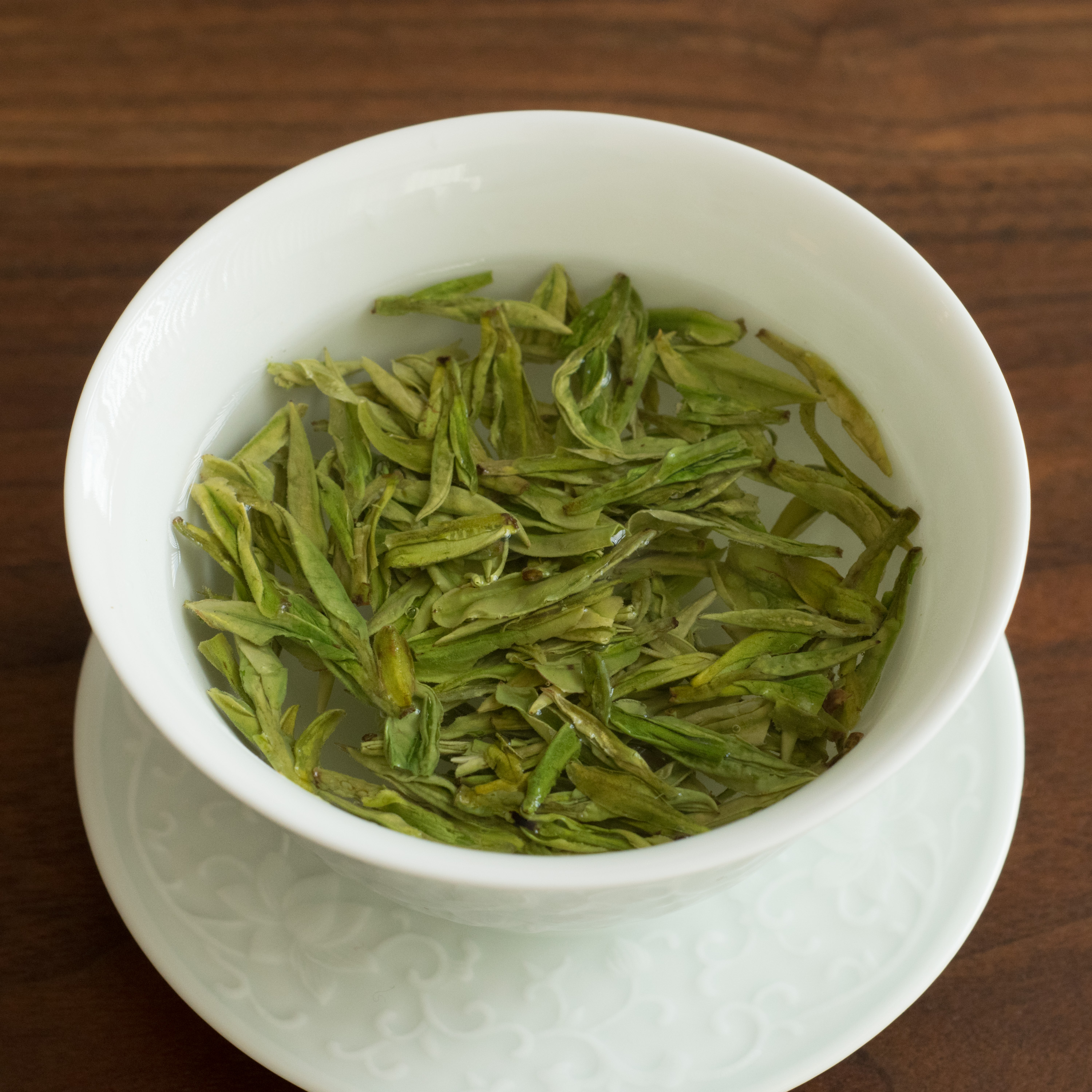
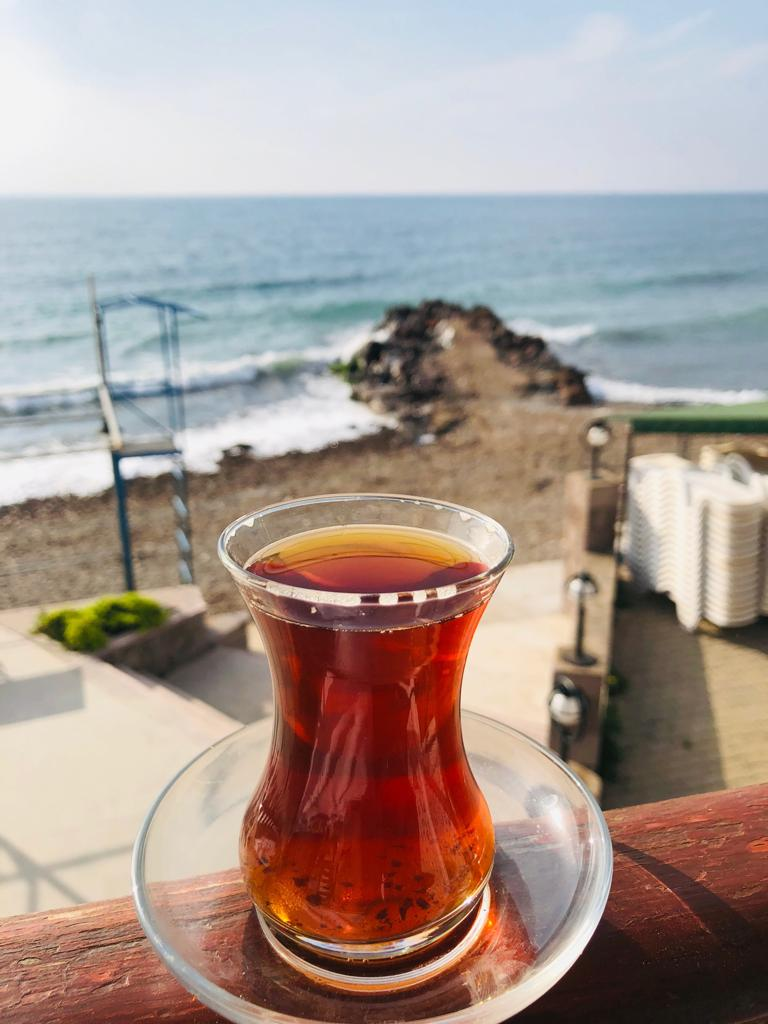
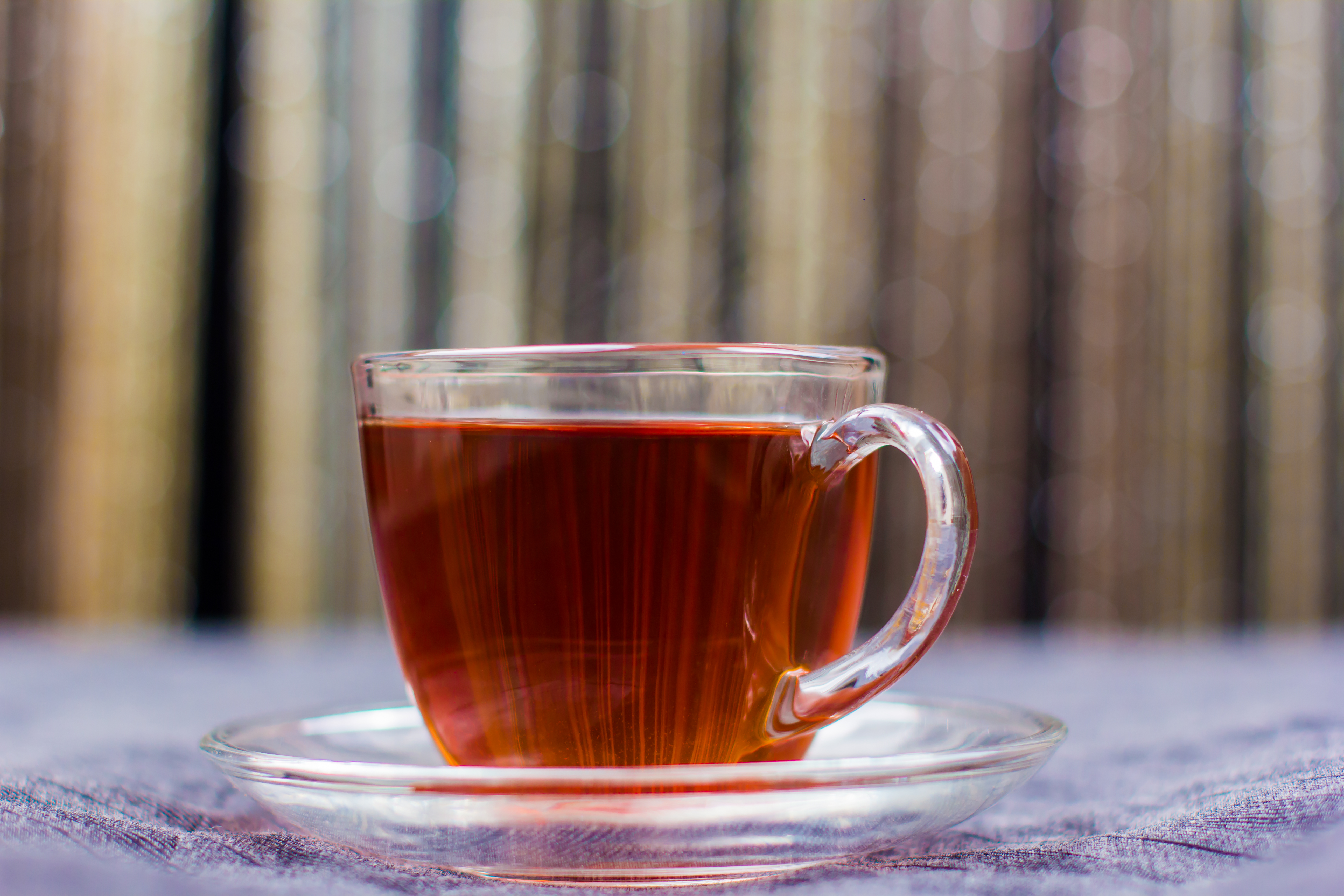
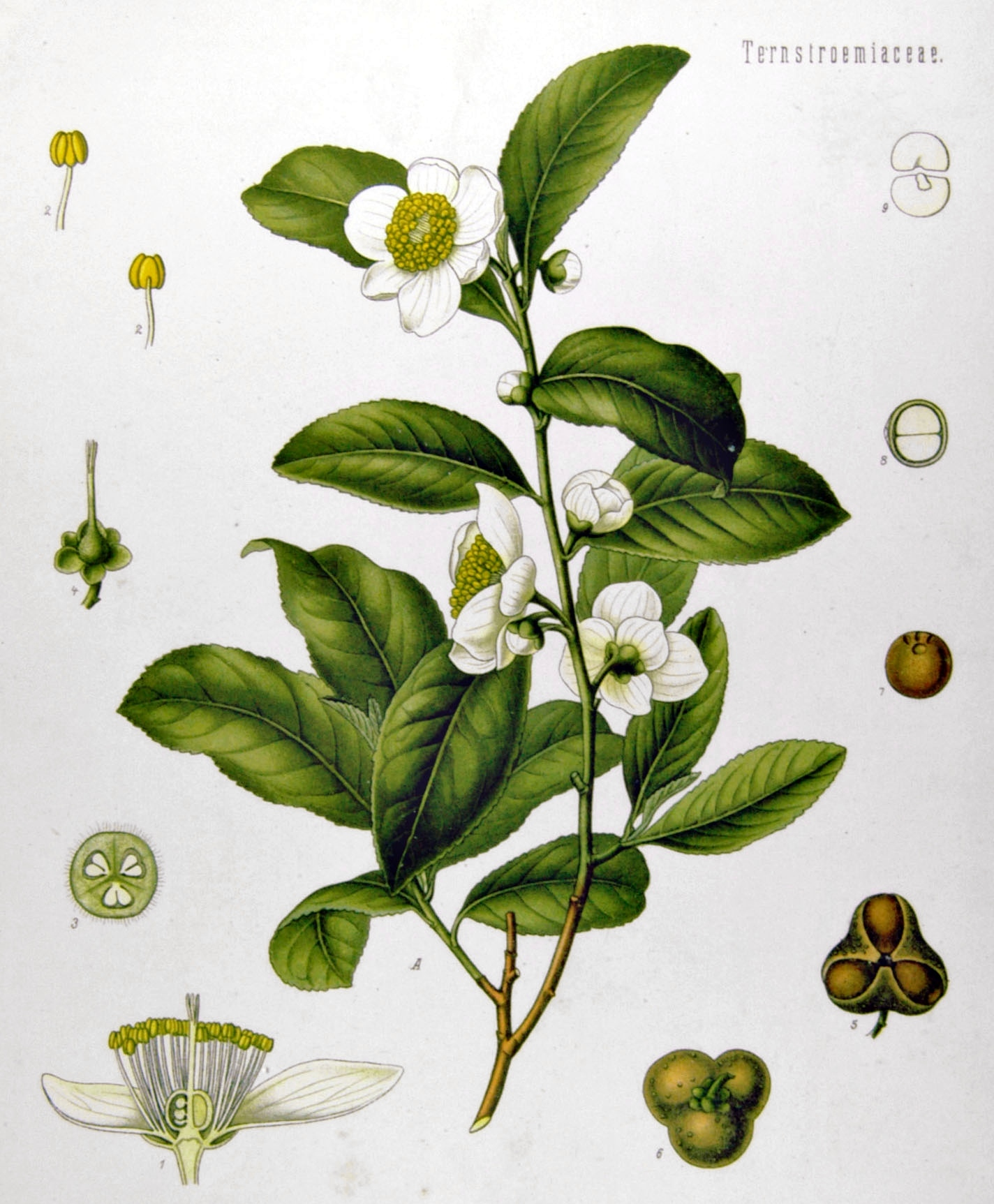
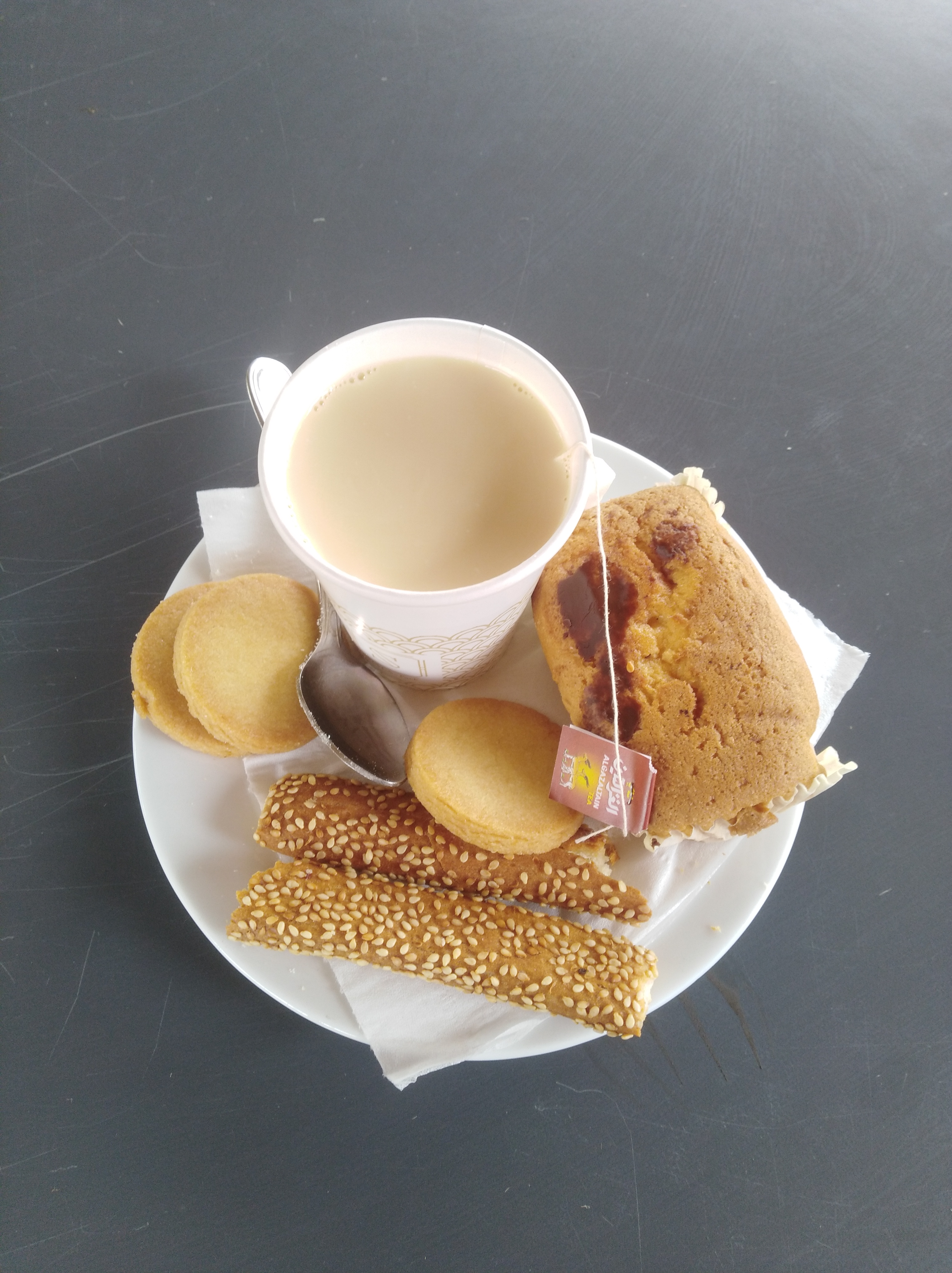
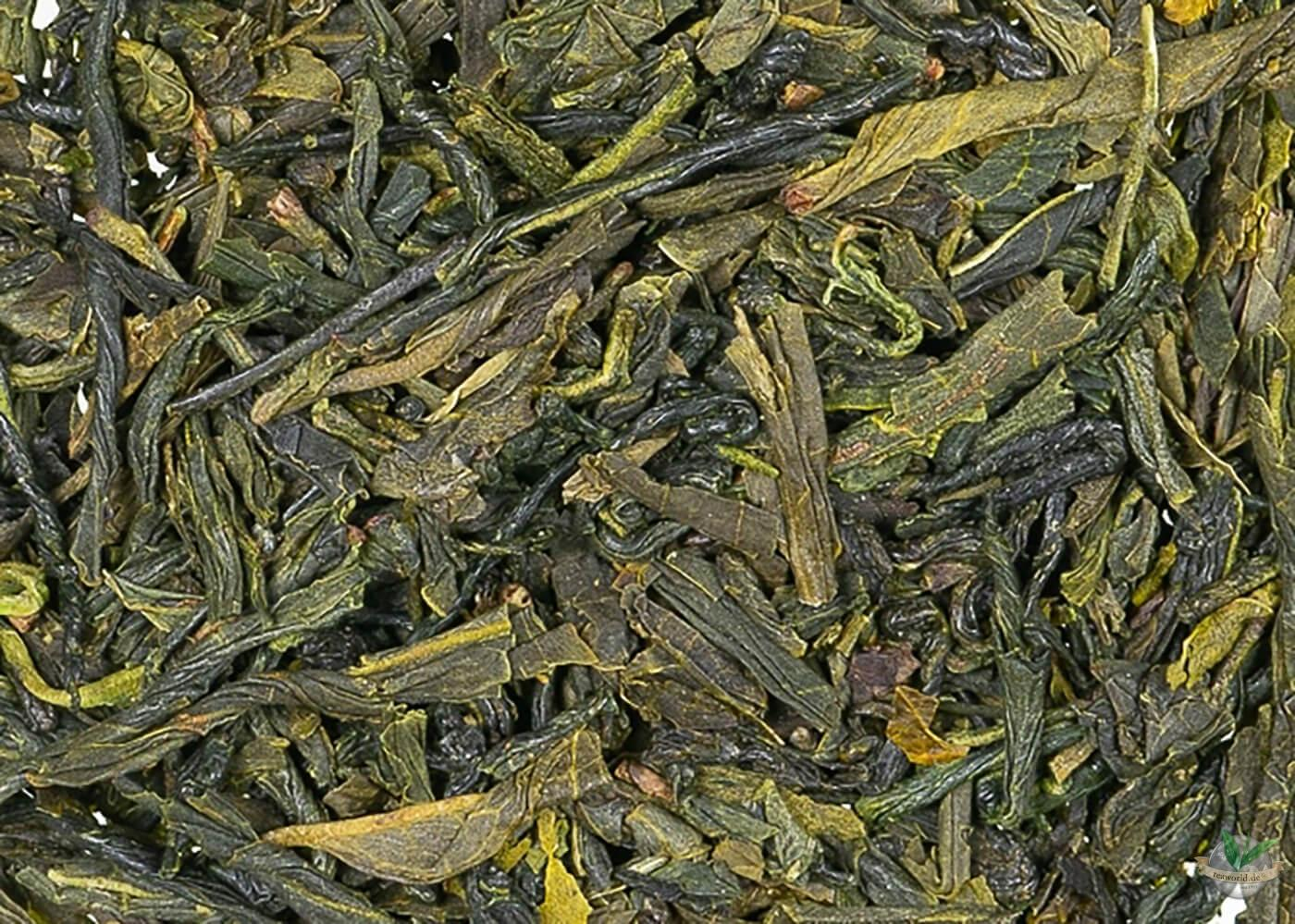
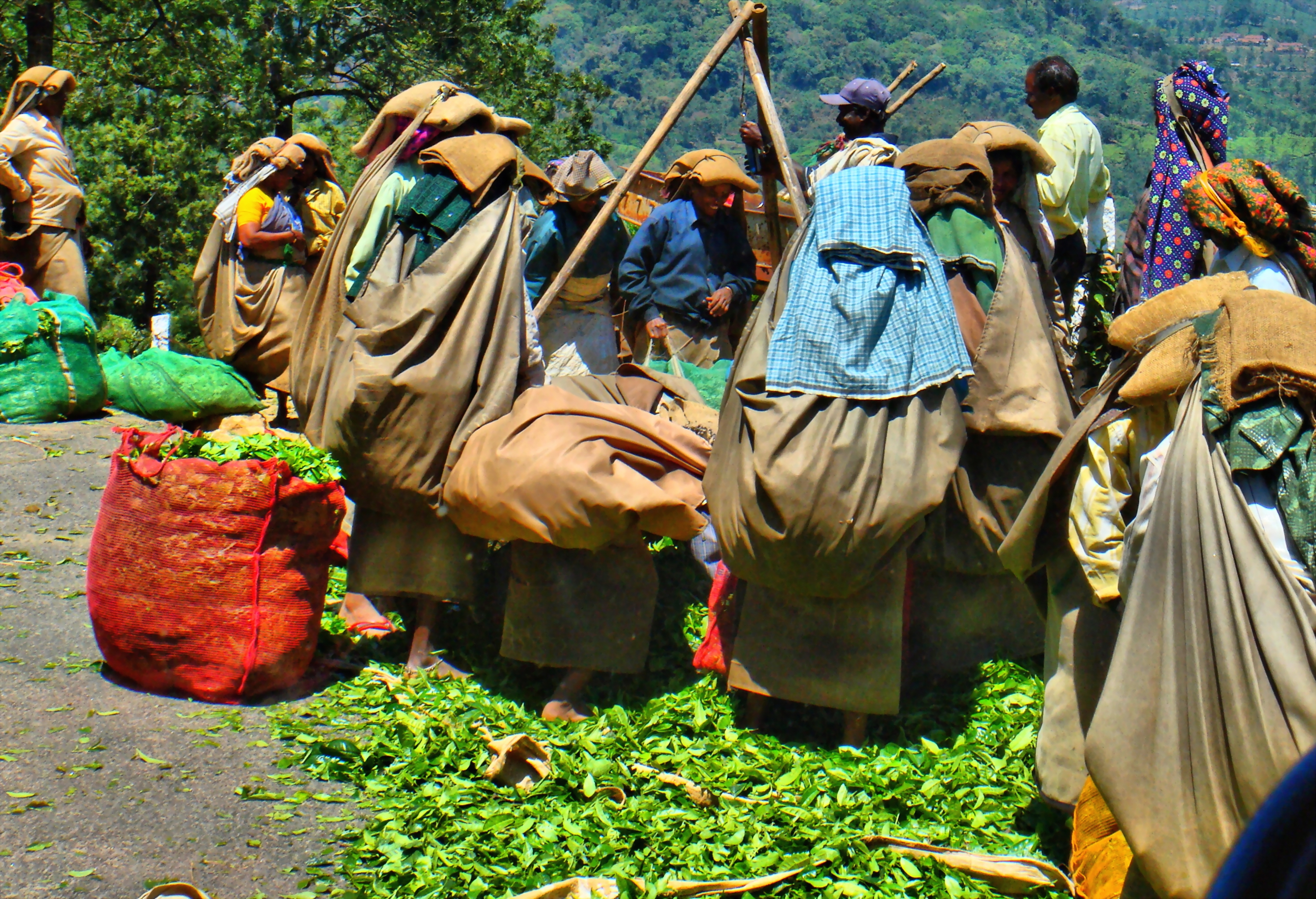
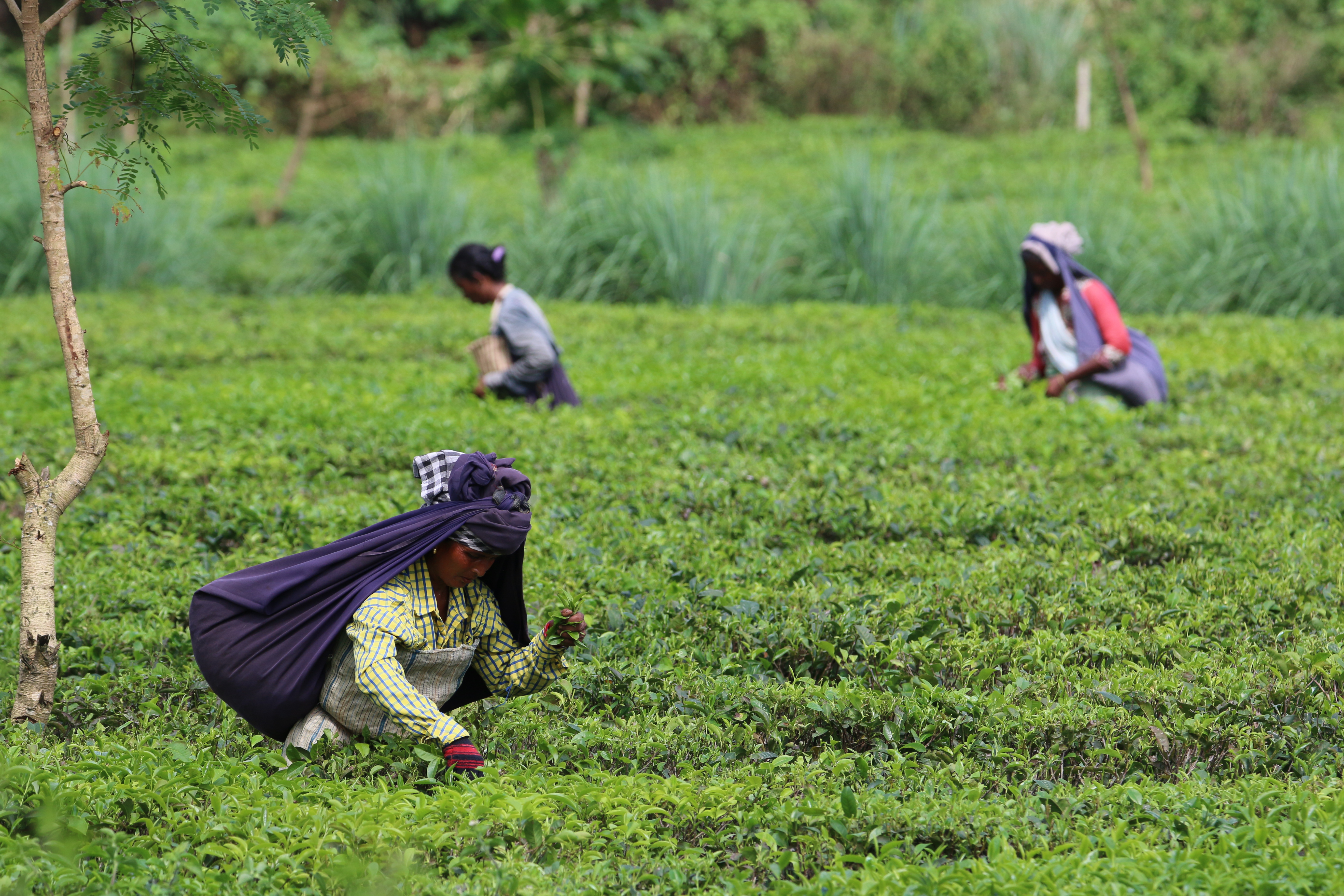
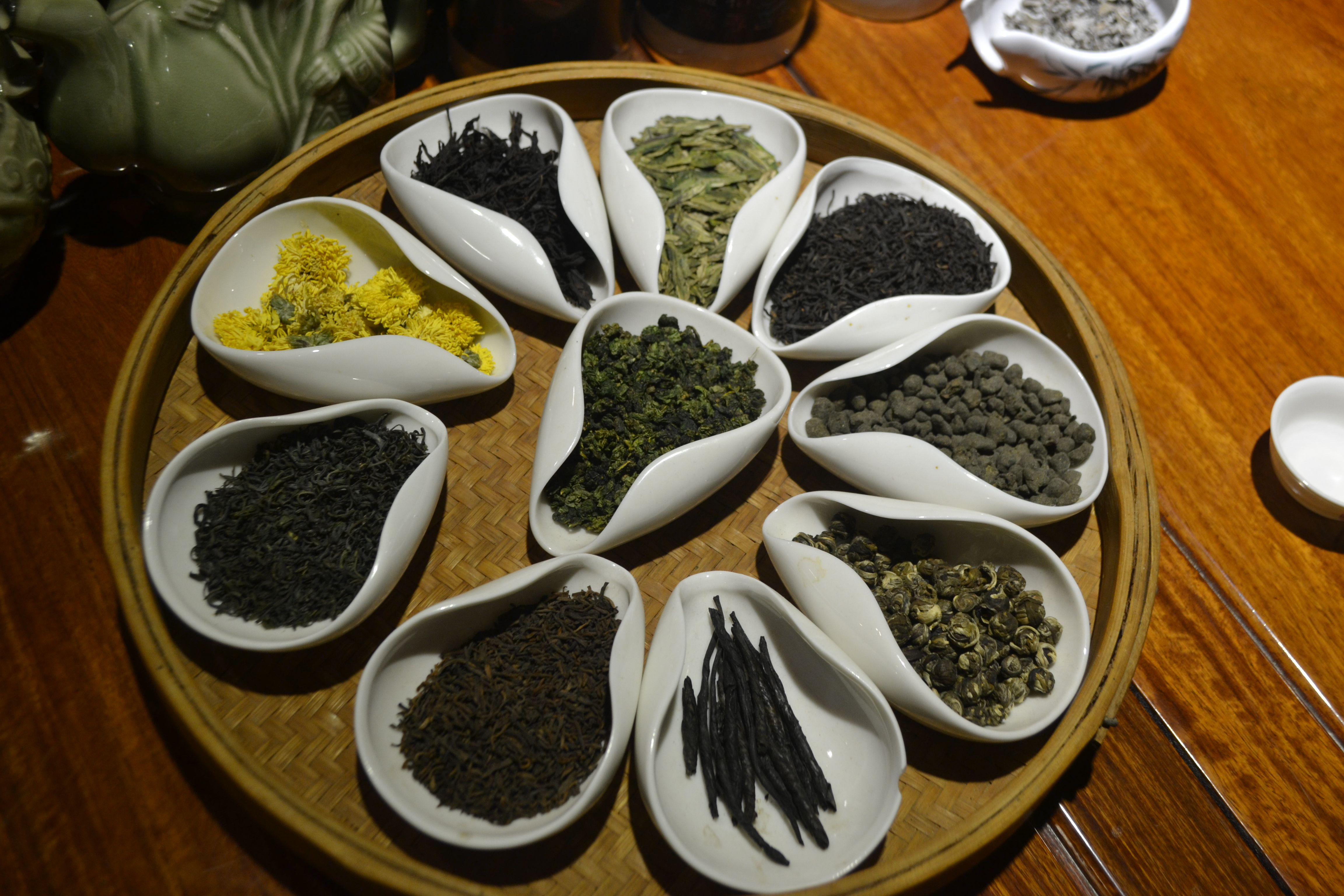

## اقرأ أيضًا
- شاي إرل غري
- أتاي
- الشاي الأخضر
- شاي أحمر
- تويننجز
- قهوة
- شاي عدني
- شاي كرك
- شاي ليدي غراي